# Bouchea spathulata
Bouchea spathulata är en verbenaväxtart som beskrevs av John Torrey. Bouchea spathulata ingår i släktet Bouchea och familjen verbenaväxter. Inga underarter finns listade i Catalogue of Life.